# Nacho Fernández González
Nacho Fernández González (Bilbao, 1973) es dibujante y guionista de cómic. Conocido sobre todo por una de sus primeras obras, la parodia Dragon Fall.

## Biografía

### Los primeros años: Dragon Fall
Nacho Fernández comenzó ya en la adolescencia a dibujar fanzines que repartía junto a sus amigos por la ciudad, pero no fue hasta 1995 cuando bajo el nombre de Hi no Tori Studio (junto con Álvaro López), publicó la que sería su serie más larga hasta la fecha y, a la postre, la más conocida durante mucho tiempo. 
Parodia del manga Dragon Ball de Akira Toriyama, durante más de 40 números el cómic parodiaba escenas del manga original casi hasta el final de la serie. Poco antes de que acabase la parodia, Hi no Tori Studio hizo una etapa final, Dragon Fall Turbo, que hacía chistes con argumentos improvisados incluyendo personajes de otros mangas o películas del momento, hasta que finalizó en 1999 a causa del desgaste que le suponía a Nacho realizar 30 páginas de humor mensuales.
Años después de finalizar el cómic, la editorial Heliópolis reeditó en tomos la colección, siendo 10 para la serie original y la etapa Turbo y un número 0 que reunía varios especiales y diversas historietas inéditas. Además, cada tomo contenía una historieta corta especial para la ocasión de David Ramírez.

### Comienza la producción de otros títulos
Durante el desarrollo de Dragon Fall, Nacho Fernández trabajó esporádicamente en otros proyectos, como la parodia de Saint Seiya, Los Paladines del Horóscopo, publicada por Nuria Teuler en Inu ediciones y con co-guion de David Ramírez o sus diversas incursiones en el universo Fanhunter de Cels Piñol.
Las colaboraciones surgieron tras unos primeros contactos de ambos autores en plano boom de Dragon Fall y la idea inicial era hacer un crossover de ambas series. Nacho optó por realizar un one-shot especial de Fanhunter con parodias de mangas, el Fanhunter: Manga Wars. Además realizó Drácula returns, el one-shot Star Hounds Génesis o Star Hounds: Cacería de bichos(2 números), todos ellos publicados por el sello Forum de Planeta deAgostini cómics.
Además, para Dude cómics realizó la miniserie de tres números Templarios, con tinta de Edu Alpuente. Tras esta, y habiendo finalizado Dragon Fall, publicó entre 1999 y 2001 también 9 números de Dark Breed, que dejó la serie abierta pese a haber finalizado. La temática de esta serie la retomaría para la colección Siurell de Dolmen editorial en el tomo Midnight Rockers, que si bien era autoconclusivo, dejaba abierta la posibilidad de continuar.
Para Nutopi@, desarrolló la serie La leyenda de Sasha de la que finalmente solo salió un episodio a pesar de que él llegó a acabar el segundo. En la revista Dibus de Norma editorial publicó varias páginas de humor, además de, bajo el sello editorial Saure cuatro tomos en la colección: La nueva era del sueño y otros cuatro álbumes en la colección "El Chullo", cómics disponibles en la página www.ecomic-experience.com. Es una serie de álbumes infantiles guionizados por la escritora Txani Rodríguez que en su sexta entrega dio el salto al formato digital, ya que la última aventura "El Tumbes" solo está disponible en ese formato.

### El mercado francés y más parodias
La experiencia de Nacho en el mercado francés comenzó cuando la editorial Akileos comenzó a publicar allí años después de su final, los tomos de Dragon Fall, que tuvieron una buena acogida por parte del público del país.
Esto le dio pie para que, con la misma editorial, realizase una nueva parodia, Los Paladines del Horóscopo, en 2011. Si bien tiene el mismo título que la antigua parodia que realizara años atrás con David Ramírez, este nuevo trabajo siguió otro esquema (se publicó en formato tomo) y no contaba con DR como coguionista. La obra contó con un único número, además de una edición especial en 2012, añadiendo grises e incluyendo páginas inéditas. El cómic se publicó en España de la mano de Panini cómics, pero debido a las ventas con las dos editoriales, se desconoce si continuará de alguna manera.
Además, en esos mismos años Nacho publicó con Akileos en Francia Kung Fu Mousse, un cómic original en clave de humor sobre el mundo del Kung Fu y la cocina. Tras publicar uno de los tres álbumes que formarían la obra y dibujando el 2º, la editorial optó por realizar un integral de la obra, que reuniría el álbum ya publicado y el resto de la historia pero en menos páginas de las pensadas por Nacho. Este integral también fue publicado (y antes que en Francia) en España por Glènat (actual EDT).
En el ámbito de internet, es conocido también por su nick Nachomon, asociado sobre todo a su vasta colección de dibujos y páginas de cómic dedicadas a Warhammer 40.000, una de sus grandes aficiones. Actualmente, con este nick realiza un webcomic de esta temática: Wolf & Sister, para un weblog británico dedicado al tema.
Además, para Navidad de 2011-2012 editó con Panini Baladita de Rasca y Chispa 1: Juego de Poltronas, parodia de Juego de Tronos, de George R. R. Martin así como, en las navidades 2012-2013 editó con EDT El Supergrupo: El superretorno, continuación de la obra creada por Jan.
En 2015, Grafito Editorial ha publicado la que es, hasta ahora, su última obra: 'Los mundos de Valken: océanos en llamas'.

## Estilo
Nacho Fernández es autor acostumbrado a colaborar con otros dibujantes, entintadores o coloristas, según los sistemas de producción del comic book. Sus historietas muestran afinidad con la estética del manga y tienden a los asuntos fantásticos, al dibujo entre realista y caricaturesco y a poner marcado acento en el relato visual. Cuenta historias de género con convicción, a veces con un punto de ironía. Sus principales influencias, reconocidas por él mismo, son la historieta española de humor de la editorial Bruguera, con autores como Ibéñez o Jan, y la historieta francobelga del estilo de Franquín, Serón o Peyo. Kenichi Sonoda, Jamie Hewlett o Sean Galloway también han sido mencionadas como otras influencias.

## Obra
| Años      | Título                                           | Guion                          | Dibujo                        | Color           | Tipo                   | Publicación                     |
| --------- | ------------------------------------------------ | ------------------------------ | ----------------------------- | --------------- | ---------------------- | ------------------------------- |
| 1995-1999 | Dragon Fall                                      | Hi No Tori Studio              | Hi No Tori Studio             | B/N             | 11 tomos               | Camaleón ediciones / Heliópolis |
| 1997      | Los Paladines del Horóscopo                      | Nacho Fernández, David Ramírez | Nacho Fernández               | B/N             | Número único           | Inu ediciones                   |
| 1997      | Fanhunter: Manga Wars                            | Nacho Fernández, Cels Piñol    | Nacho Fernández, Edu Alpuente | B/N             | Número único           | Forum                           |
| 1997      | Fanhunter: Drácula Returns                       | Nacho Fernández, Cels Piñol    | Nacho Fernández, Edu Alpuente | B/N             | Número único           | Forum                           |
| 1998-1999 | Templarios                                       | Nacho Fernández, Edu Alpuente  | Nacho Fernández, Edu Alpuente | B/N             | Trilogía de cómic-book | Dude cómics                     |
| 1999      | Star Hounds Génesis                              | Nacho Fernández, Cels Piñol    | Nacho Fernández, Edu Alpuente | B/N             | cómic-book             | Forum                           |
| 1999      | Star Hounds: Cacería de bichos                   | Nacho Fernández, Cels Piñol    | Nacho Fernández, Edu Alpuente | B/N             | 2 cómic-book           | Forum                           |
| 1999-2001 | Dark Breed                                       | Nacho Fernández                | Nacho Fernández, Edu Alpuente | B/N             | 9 números              | Dude cómics                     |
| 2007      | Midnight Rockers                                 | Nacho Fernández                | Nacho Fernández               | B/N             | Tankōbon               | Dolmen Editorial                |
| 2010      | Kung Fu Mousse                                   | Nacho Fernández                | Nacho Fernández               | Nacho Fernández | Integral               | Glénat                          |
| 2010      | Los Paladines del Horóscopo libro 1              | Nacho Fernández                | Nacho Fernández               | B/N             | Tankōbon               | Panini cómics                   |
| 2011      | Wolf & Sister                                    | Nacho Fernández                | Nacho Fernández               | Nacho Fernández | Webcómic               | Ninguna                         |
| 2012      | Baladita de rasca y chispa 1: Juego de Poltronas | Nacho Fernández                | Nacho Fernández               | Nacho Fernández | Álbum                  | Panini cómics                   |
| 2012      | El Supergrupo: El superretorno                   | Francisco Pérez Navarro        | Nacho Fernández               | Nacho Fernández | Álbum                  | EDT                             |
| 2015      | Los mundos de Valken: océanos en llamas          | Nacho Fernández                | Nacho Fernández               | Nacho Fernández | Álbum                  | Editorial Grafito               |